# Claudia Prisecaru

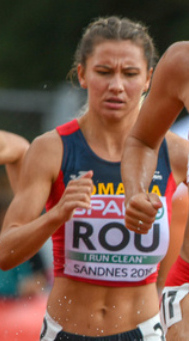
La CE pe echipe din 2019

Claudia Prisecaru (n. 2 septembrie 1997, Focșani, Vrancea, România) este o atletă română, care s-a specializat în probele de cros și de 3000 de metri cu obstacole. 

## Biografie
Claudia Prisecaru s-a născut la Focșani. A urmat Liceul cu Program Sportiv din orașul natal (2016) și Centrul Național de Formare și Perfecționare a Antrenorilor din București. Este pregătită de profesorul Cristian Orza și face parte din Lotul Național de senioare al României.
Ea este multiplă campioană națională și balcanică. La Campionatul European de Tineret din 2017 a obținut locul 4 la 3000 de metri cu obstacole. În același an a cucerit medalia de argint la Campionatul European de Cros cu echipa României (Roxana Bârcă, Ancuța Bobocel, Cristina Simion, Andreea Pîșcu, Claudia Prisecaru, Paula Todoran).
Sportiva este laureată cu bronz în proba de 3000 metri obstacole la Campionatul European de atletism pentru Tineret (U23) din 2019 de la Gävle. La Campionatul European din 2022 de la München a ocupat locul 6.

## Carieră sportivă
Campionat Național
- 2014: Locul 1 - București (2000 m)
- 2018: Locul 1 - Pitești (3000 m)
- 2018: Locul 3 - Pitești (5000 m)
- 2019: Locul 1 - București (2000 m)
- 2019: Locul 1 - Pitești (3000 m)

Campionat Internațional
| An   | Competiție                               | Locație              | Loc | Eveniment        | Note     |
| ---- | ---------------------------------------- | -------------------- | --- | ---------------- | -------- |
| 2013 | Campionatul Mondial de Juniori (sub 18)  | Donețk, Ucraina      | 17  | 2000 m obstacole | 7:07,21  |
| 2015 | Campionatul European de Juniori (sub 20) | Eskilstuna, Suedia   | 11  | 3000 m obstacole | 10:53,79 |
| 2017 | Campionatul European de Tineret (sub 23) | Bydgoszcz, Polonia   | 4   | 3000 m obstacole | 9:57,37  |
| 2017 | Campionatul European de Cros             | Šamorín, Slovacia    | 68  | 8,23 km          | 29:54    |
| 2017 | Campionatul European de Cros             | Šamorín, Slovacia    | 2   | echipe           | 29:54    |
| 2018 | Campionatul European de Cros             | Tilburg, Olanda      | 66  | 8,3 km           | 29:10    |
| 2018 | Campionatul European de Cros             | Tilburg, Olanda      | 9   | echipe           | 29:10    |
| 2019 | Campionatul European de Tineret (sub 23) | Gävle, Suedia        | 3   | 3000 m obstacole | 9:53,21  |
| 2019 | Campionatul European de Cros             | Lisabona, Portugalia | 24  | 8,3 km           | 29:07    |
| 2019 | Campionatul European de Cros             | Lisabona, Portugalia | 9   | echipe           | 29:07    |
| 2021 | Campionatul European de Cros             | Dublin, Irlanda      | 52  | 8,0 km           | 29:43    |
| 2021 | Campionatul European de Cros             | Dublin, Irlanda      | 9   | echipe           | 29:43    |
| 2022 | Campionatul European                     | München, Germania    | 6   | 3000 m obstacole | 9:35,17  |
| 2022 | Campionatul European de Cros             | Torino, Italia       | 29  | 7,66 km          | 28:37    |

## Recorduri personale
| Probă            | Performanță | Dată             | Locație     |
| ---------------- | ----------- | ---------------- | ----------- |
| 3000 m           | 9:16,08     | 19 iunie 2021    | Cluj-Napoca |
| 3000 m obstacole | 9:33,41     | 25 mai 2022      | Huelva      |
| 3000 m în sală   | 9:09,80     | 28 ianuarie 2023 | Manchester  |